# Місо-суп
Місо-суп (яп. 味噌汁, кириліз.: місошіру) — страва японської кухні, суп з розчиненою в ньому пастою місо. До складу супу входять також інші інгредієнти, їх набір залежить від регіону та сезону.

## Бульйон
Бульйон місошіру складається з пасти місо, іноді в комбінації з даші.

## Тверді інгредієнти
За традицією тверді інгредієнти супу вибирають згідно з сезоном, щоб підкреслити характерні для нього продукти. Колір, смак і текстура теж важливі. Неґі та тофу, продукти з різким смаком, поєднуються з менш пряними. Плаваючі інгредієнти (вакаме) та ті, що лежать на дні миски (наприклад, картопля), також доповнюють один одного.
Якщо в місошіру додати свинину, то такий суп називається тондзіру — «свиний суп».

## Приготування
Є декілька способів приготування місошіру. Японські рецепти зазвичай містять вказівки варіння овочів та м'яса. В цей вид місошіру додають гриби, дайкон, моркву, картоплю, тофу та рибу. Місо готується окремо, оскільки спільне приготування бульйону і місо змінює смак страви. Після того як овочі приготуються, до них додають місо та сирі інгредієнти й подають до столу.
У Японії місошіру та білий рис є головними стравами традиційного сніданку. Місошіру їли на сніданок сотні років прості люди та пани. Місошіру подають в лакованій мисці, з якої його потрібно випити через край. Тверді інгредієнти з'їдаються за допомогою паличок.

### Місошіру швидкого приготування
Концентрат місо з сушеною водорістю вакаме та тофу набув поширення в Японії завдяки тому, що з нього можна швидко приготувати повноцінний суп, заливши окропом. Концентрати місошіру продаються по всій країні, а також за її межами. Звичайний термін придатності — від 3 до 12 місяців.

### Ваппані
Ваппані (яп. わっぱ煮) — суп, який готують лише в Авасімаура (префектура Ніїґата). Кедровий кухель («ваппа») наповнюється місошіру, рибою та овочами, потім розігрівається на гарячих каменях.

## Вплив на здоров'я
В дослідженнях японського державного ракового центру стверджується, що вживання місошіру знижує ризик виникнення раку молочної залози.